# 5276 Гулкіс
5276 Гулкіс (5276 Gulkis) — астероїд головного поясу, відкритий 1 квітня 1987 року.
Тіссеранів параметр щодо Юпітера — 3,372.